# Aerospool WT9 Dynamic
Pour les articles homonymes, voir Dynamic.
L'Aerospool WT9 Dynamic est un avion léger biplace de conception moderne (la cellule est constituée de matériaux composites), motorisé avec une puissance de 80 à 115 chevaux. Il est construit par Aerospool, à Prievidza en Slovaquie.

## Histoire
Le WT9 tient son nom des initiales de son concepteur, Tadeus Wala, dont c'est le 9e aéronef.
Le WT9 est capable de voler en croisière entre 120 et 130 nœuds. Par ailleurs, il peut remorquer un planeur. Il est destiné notamment aux aéroclubs ou à des propriétaires privés, dans le but principal de voyager.
Le train d'atterrissage est tricycle ; il est rétractable sur l'une des versions de l'appareil.
Il existe plusieurs options pour la configuration de l'avion, notamment :
- un pilote automatique ;
- une hélice à pas variable ;
- une avionique de type EFIS.

## Modèles

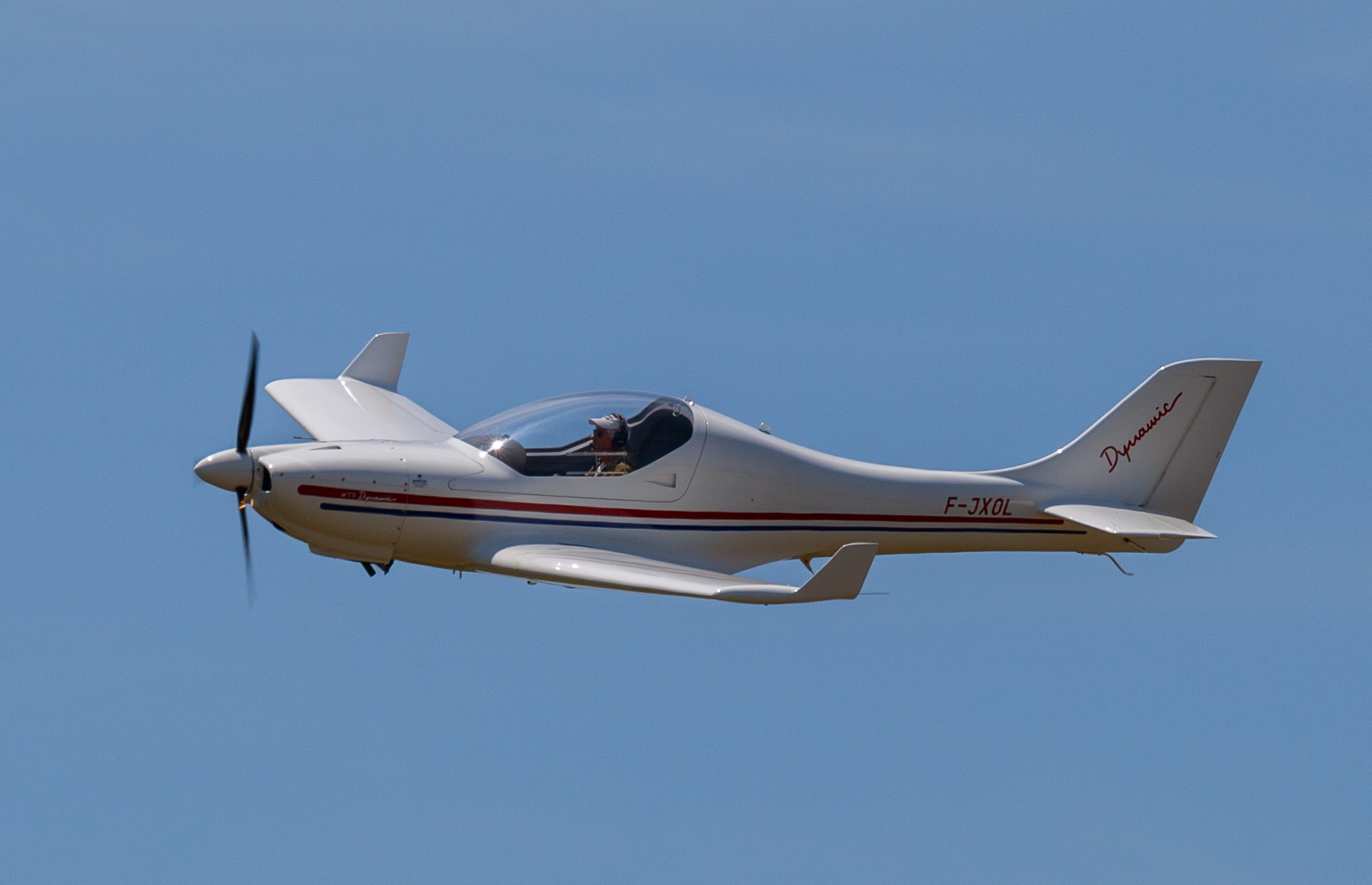
WT9 Dynamic avec train rentrant

Il existe 3 modèles ULM et 1 modèle LSA:
- WT9 ULM train fixe
- WT9 ULM train rentrant
- WT9 ULM remorqueur: il comporte notamment une caméra arrière et une hélice à vitesse constante[1].
- WT9 LSA

Le WT9 est motorisé par un Rotax 912, Rotax 914, Rotax 915 ou Rotax 916.

## Accident
Le 11 aout 2024, le président de l’Aérodrome de Haguenau, Didier Limet, également colonel de la gendarmerie nationale, s'écrase à Eschbach à bord d'un  ULM avec son élève.
Le16 août 2025 l'après-midi, un avion Dynamic WT9 remorqueur, s'écrase  à Valeyres-sous-Rances, en Suisse! Le pilote n'a pas regagné l'aérodrome d'Yverdon-les-Bain, après avoir remorque un planeur.